# لي ميريويذر
لي ميريويذر (بالإنجليزية: Lee Meriwether)‏ هي عارضة وممثلة أمريكية، ولدت في 27 مايو 1935 بلوس أنجلوس في الولايات المتحدة. من الجوائز التي نالتها ملكة جمال أمريكا.

## أعمال

### أفلام
- (1966) باتمان

### مسلسلات
- ربات بيوت يائسات
- هاواي فايف أو

## جوائز
- ملكة جمال أمريكا

## وصلات خارجية
- لي ميريويذر على موقع IMDb (الإنجليزية)
- لي ميريويذر على موقع روتن توميتوز (الإنجليزية)
- لي ميريويذر على موقع ألو سيني (الفرنسية)
- لي ميريويذر على موقع ميوزك برينز (الإنجليزية)
- لي ميريويذر على موقع تيرنر كلاسيك موفيز (الإنجليزية)
- لي ميريويذر على موقع أول موفي (الإنجليزية)
- لي ميريويذر على موقع قاعدة بيانات الأفلام السويدية (السويدية)
- لي ميريويذر على موقع إن إن دي بي (الإنجليزية)
- لي ميريويذر على موقع ديسكوغز (الإنجليزية)
- لي ميريويذر على موقع قاعدة بيانات الفيلم (الإنجليزية)